# Libnotes clitelligera
Libnotes clitelligera är en tvåvingeart som först beskrevs av Alexander 1929.  Libnotes clitelligera ingår i släktet Libnotes och familjen småharkrankar.
Artens utbredningsområde är Taiwan. Inga underarter finns listade i Catalogue of Life.